# Corso Buenos Aires
El Corso Buenos Aires es una importante calle comercial de Milán, que contiene más de 350 tiendas de diferentes artículos, con una de las facturaciones diarias más altas del mundo y una media de cien mil personas cada día. Tiene más de 1600 metros de longitud y orientación norte-sur, que la colocan como una de las avenidas comerciales más largas de Europa. Su configuración recuerda la tipología americana, sobre todo a la Quinta Avenida de Nueva York. La calle se extiende desde la Porta Venezia, situada en la Piazza Oberdan, hasta el Piazzale Loreto, constituyendo una prolongación rectilínea del Corso Venezia. Todo el Corso Buenos Aires forma parte de la Zona 3 de Milán. En esta calle se sitúa el Teatro Puccini, sede actual de la compañía teatral del Teatro dell'Elfo.

## Historia

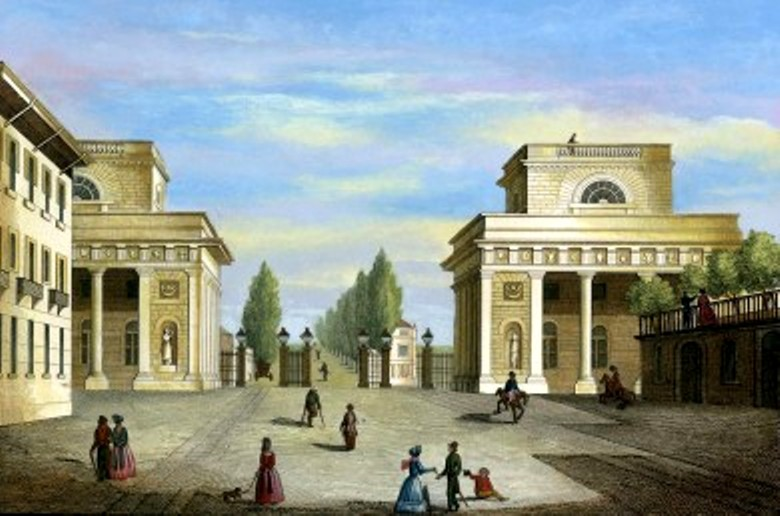
El entonces Corso Loreto, que se extendía (arbolado) más allá de la Porta Venezia.

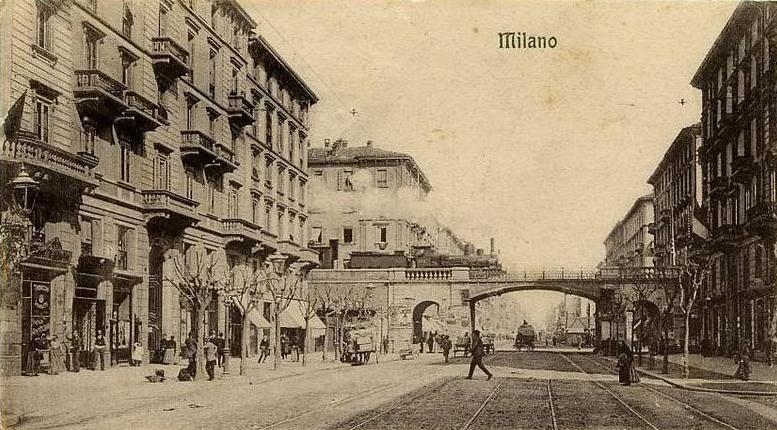
Corso Buenos Aires en el 1907, cubierto por el viaducto del ferrocarril.

La calle se construyó rodeando la zona del viejo Lazzaretto, hecho famoso por la novela Los novios. En su lugar, a partir de los años de su demolición (1882-1890), se construyó un barrio popular de alta densidad, que en la forma reproduce el esquema de parcelación realizado por la Banca di Credito Italiano, comprador del lazzaretto.
El nombre de la calle era originalmente Corso Loreto y procedía de la iglesia de Santa Maria di Loreto (siglo XVI), situada en la calle que unía la Porta Orientale a Venecia. La iglesia fue transformada en casas a finales del siglo XVIII y demolida completamente en 1914. 
En 1906 la calle fue renombrada Corso Buenos Aires, con ocasión de la Exposición Universal, y aparece a menudo en los mapas de la época con el nombre de Corso Buenos Ayres. La decisión fue tomada, entre algunas críticas, por el alcalde Ettore Ponti para promover una imagen internacional de la ciudad, dedicando a Argentina esta calle y también el Piazzale Argentina, y a Perú el Piazzale Lima. Estos topónimos conmemoraban el vínculo con estos dos países sudamericanos, meta de una intensa emigración italiana: más de cinco millones de personas entre 1881 y 1911. En el lado occidental de la calle se extiende el barrio popular, en las proximidades de la Estación Central, mientras que en el lado oriental hay un barrio acomodado de la burguesía milanesa. Antiguamente atravesaban la calle las vías de tren de la antigua estación central, que discurrían por el Viale Regina Elena (actual Viale Tunisia) y fueron suprimidas definitivamente en 1931 con la inauguración de la actual Estación Central.
En el siglo XIX el Corso Buenos Aires se convirtió en el enlace privilegiado entre Milán y Monza, manteniendo este papel incluso después la construcción del Viale Zara y el Viale Fulvio Testi, realizada en los años 1910. Cerca del antiguo Lazzaretto tenía su sede la primera estación terminal del antiguo tranvía Milán-Monza, inaugurada en julio de 1876, que en noviembre del año siguiente se trasladaría al Largo San Babila. A finales de 1900 se electrificó la línea, y fue desmantelada y trasladada cuando a partir del 2 de marzo de 1958 empezaron las excavaciones para la construcción de la primera línea del Metro de Milán, que todavía hoy lo recorre por debajo en toda su longitud, parando en las estaciones de Porta Venezia, Lima y Loreto.

## Edificios notables
Lado izquierdo:
- En el n.º 19 un edificio de estilo neoclásico, de finales del siglo XVIII;[8]
- En el n.º 75 un edificio residencial, construido entre 1927 y 1928 según el proyecto de Fausto Franco y F. Fumagalli.[9]

Lado derecho:
- En la esquina con la Via Broggi y la Via Redi un edificio que contiene viviendas, oficinas, tiendas y un cine, construido entre 1947 y 1949 según el proyecto de Piero Bottoni y Guglielmo Ulrich;[10]
- En la esquina con la Via Piccinni un edificio que contiene oficinas, residencias y un supermercado, construido en 1970 según el proyecto del estudio BBPR.[11]

## Galería de imágenes

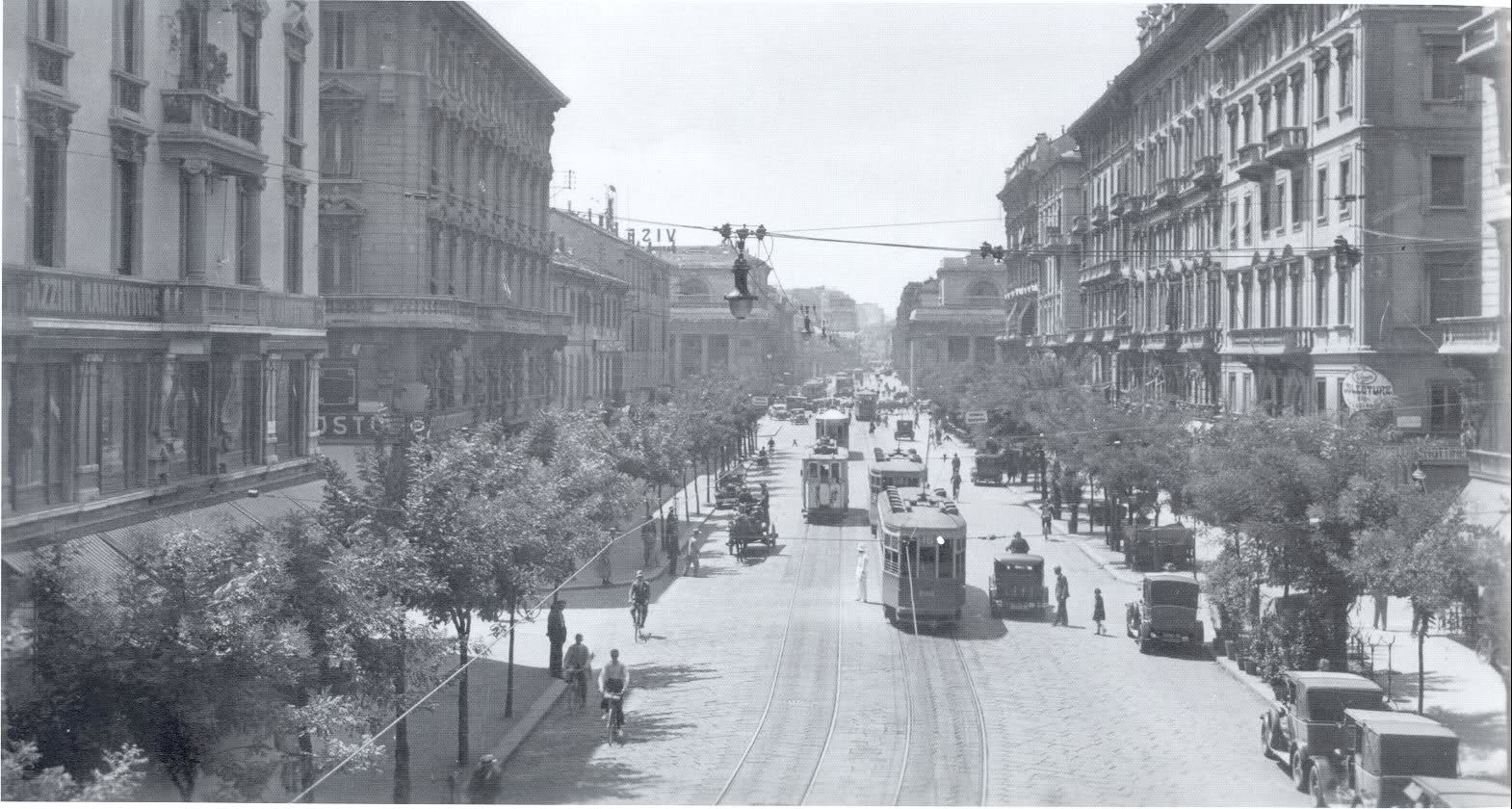
Corso Buenos Aires en los años treinta
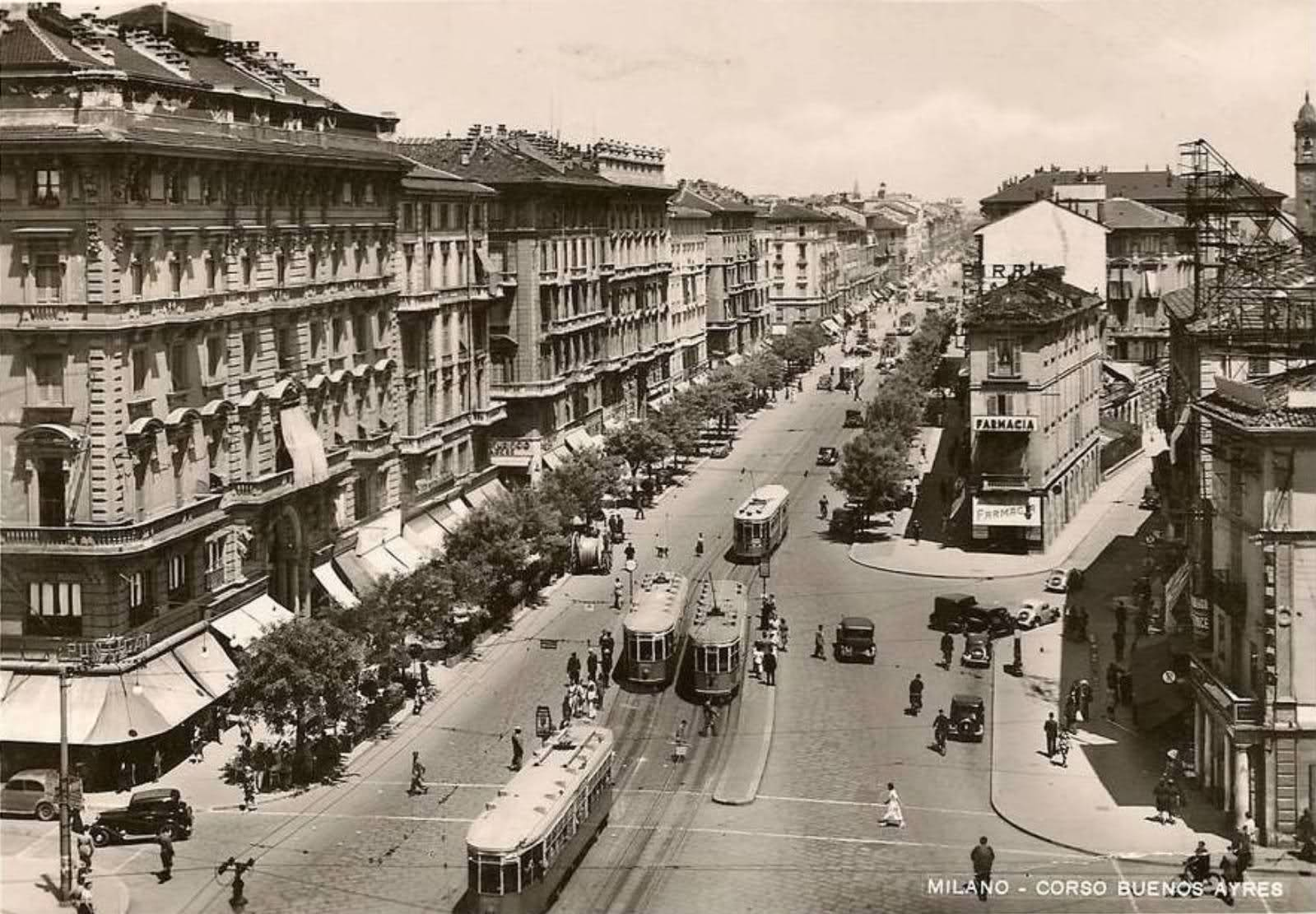
Corso Buenos Aires en 1935
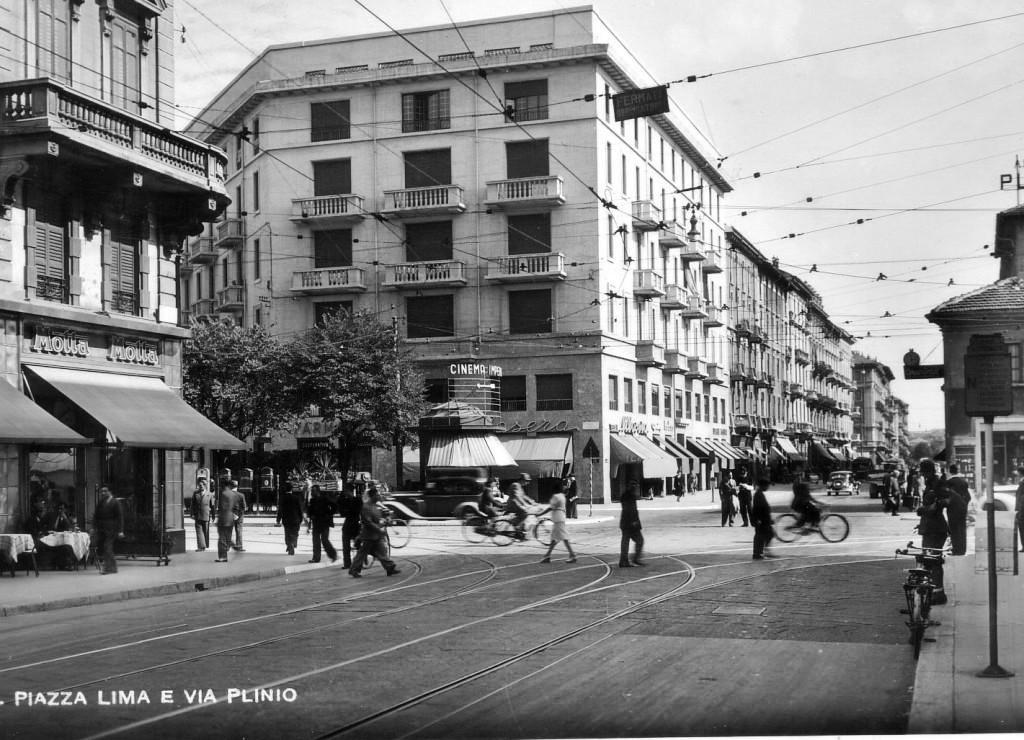
La Piazza Lima y la Via Plinio
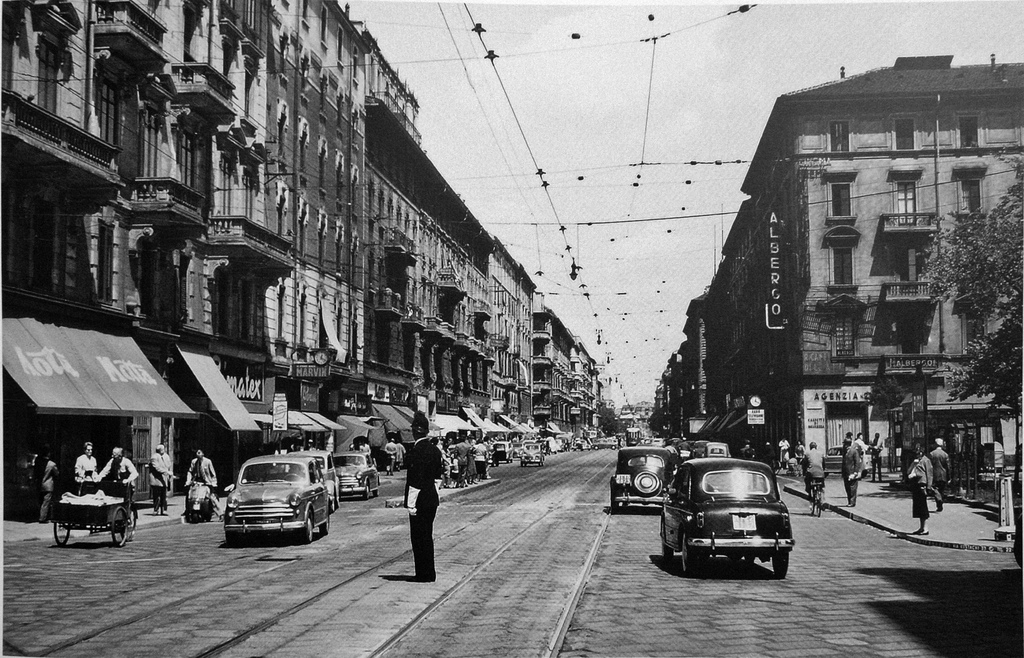
Corso Buenos Aires en los años cincuenta
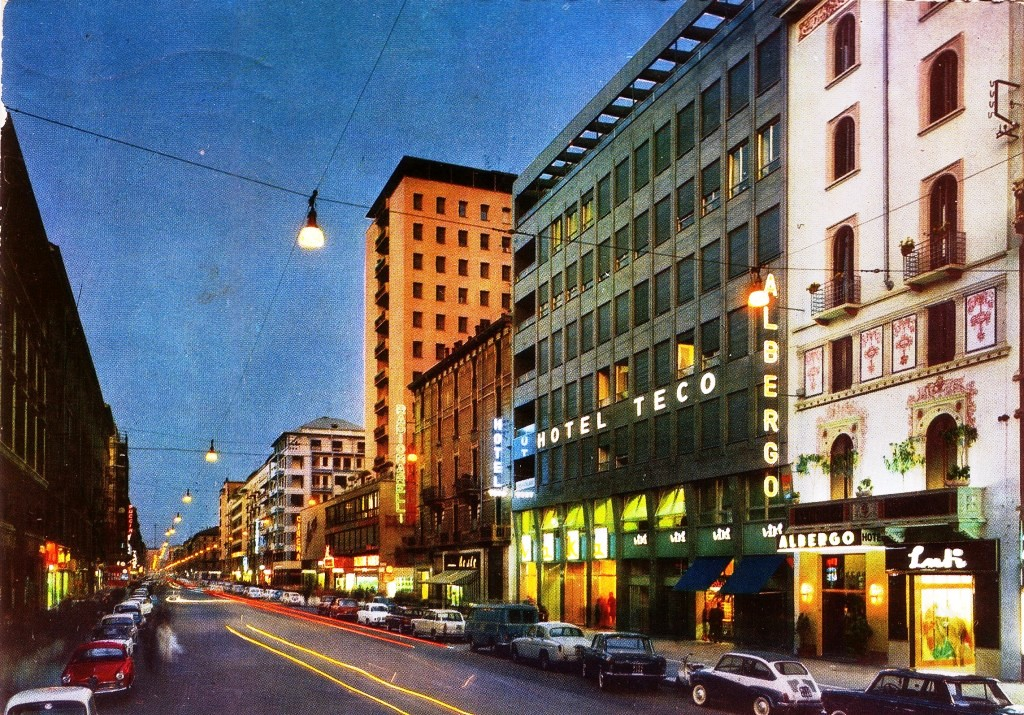
Corso Buenos Aires en los años sesenta
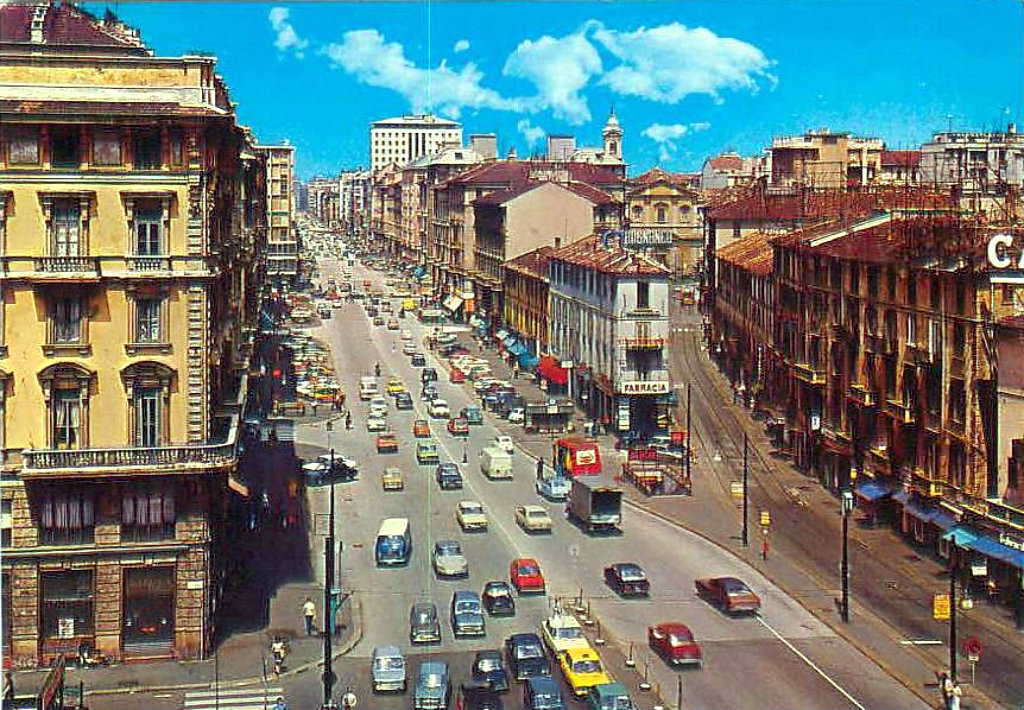
Corso Buenos Aires en los años sesenta
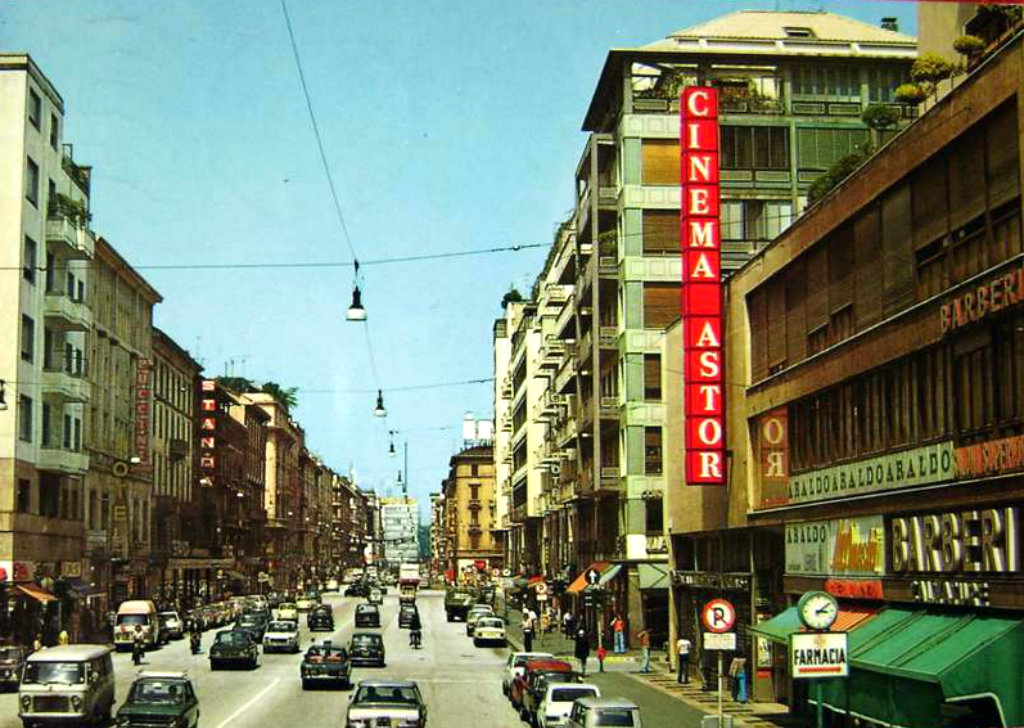
Corso Buenos Aires en los años setenta
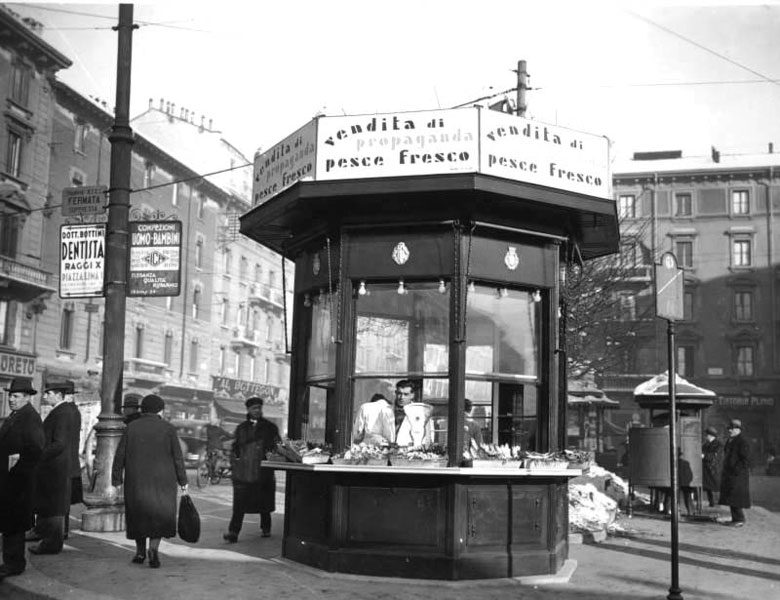
Un quiosco de pescado en una foto de la época